# Sanremo-Festival 2012

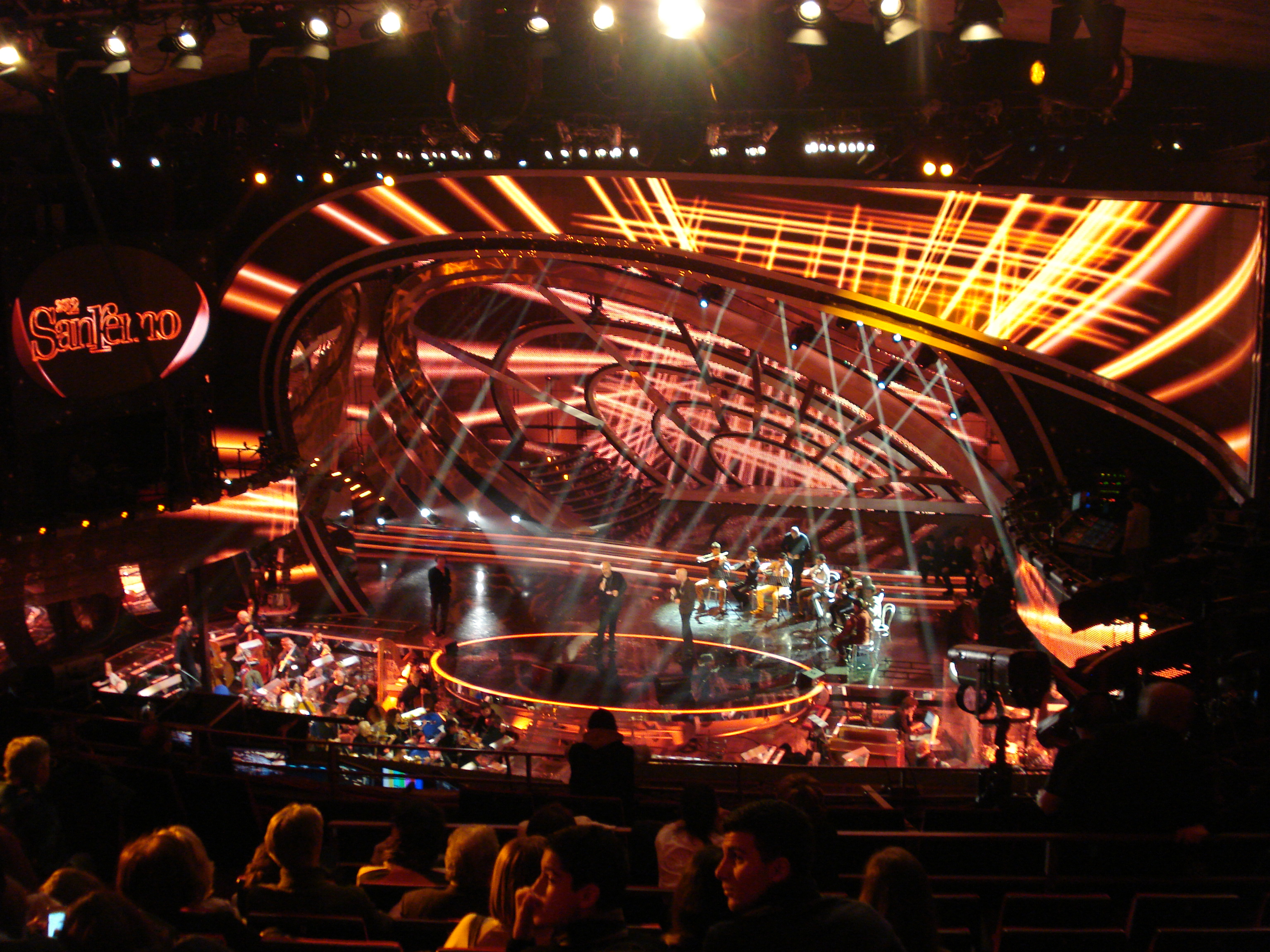
Die Bühne des Ariston-Theaters während des Festivals 2012

Die 62. Ausgabe des Festival della Canzone Italiana di Sanremo fand 2012 vom 14. bis zum 18. Februar im Teatro Ariston in Sanremo statt und wurde von Gianni Morandi zusammen mit Rocco Papaleo und Ivana Mrázová moderiert.
Siegerin des Wettbewerbs wurde Emma Marrone mit Non è l’inferno.

## Organisation
Moderator war zum zweiten Mal in Folge der Sänger Gianni Morandi. Ihm zur Seite standen zum ersten Mal der Schauspieler Rocco Papaleo sowie das Model Ivana Mrázová. Außerdem war zunächst Tamara Ecclestone als Komoderatorin vorgesehen. Mrázová fiel am ersten Abend krankheitsbedingt aus, weshalb sie temporär von den beiden Komoderatorinnen der letzten Ausgabe, Belén Rodríguez und Elisabetta Canalis, vertreten wurde.
Die künstlerische Leitung lag wie im Vorjahr bei Gianmarco Mazzi. Regie führte Stefano Vicario, das Bühnenbild stammte von Gaetano Castelli, die Choreographien von Daniel Ezralow und Franco Miseria. Die musikalische Leitung übernahm Marco Sabiu.

## Teilnehmende Beiträge

### Artisti
- Sieger
- Im Halbfinale ausgeschieden

| Platzierung | Interpret                         | Lied                  | Autoren                                        |
| ----------- | --------------------------------- | --------------------- | ---------------------------------------------- |
| 1           | Emma                              | Non è l’inferno       | Francesco Silvestre, Enrico Palmosi, Luca Sala |
| 2           | Arisa                             | La notte              | Giuseppe Anastasi                              |
| 3           | Noemi                             | Sono solo parole      | Fabrizio Moro                                  |
| 4           | Gigi D’Alessio und Loredana Bertè | Respirare             | Gigi D’Alessio, Vincenzo D’Agostino            |
| 5           | Pierdavide Carone und Lucio Dalla | Nanì                  | Pierdavide Carone, Lucio Dalla                 |
| 6           | Dolcenera                         | Ci vediamo a casa     | Dolcenera                                      |
| 7           | Nina Zilli                        | Per sempre            | Roberto Casalino, Nina Zilli                   |
| 8           | Francesco Renga                   | La tua bellezza       | Francesco Renga, Diego Mancino, Dario Faini    |
| 9           | Samuele Bersani                   | Un pallone            | Samuele Bersani                                |
| 10          | Eugenio Finardi                   | E tu lo chiami Dio    | Roberta Di Lorenzo                             |
|             | Matia Bazar                       | Sei tu                | Piero Cassano, Giancarlo Golzi, Fabio Perversi |
|             | Chiara Civello                    | Al posto del mondo    | Diana Tejera, Chiara Civello                   |
|             | Irene Fornaciari                  | Grande mistero        | Davide Van De Sfroos                           |
|             | Marlene Kuntz                     | Canzone per un figlio | Cristiano Godano, Riccardo Tesio, Luca Bergia  |

### Sanremosocial
Die Newcomer-Kategorie wurde in diesem Jahr Sanremosocial genannt, da in der Vorauswahl soziale Medien eine große Rolle spielten. Zwei Teilnehmer (Iohosemprevoglia und Bidiel) qualifizierten sich durch den Wettbewerb Area Sanremo, die restlichen sechs über den Onlinewettbewerb Sanremosocial Day – La sfida.
- Sieger
- Im Halbfinale ausgeschieden

| Platzierung | Interpret          | Lied                           | Autoren                                          |
| ----------- | ------------------ | ------------------------------ | ------------------------------------------------ |
| 1           | Alessandro Casillo | È vero (che ci sei)            | Matteo Bassi, Emiliano Bassi                     |
| 2           | Iohosemprevoglia   | Incredibile                    | Vittorio Nacci                                   |
| 3           | Erica Mou          | Nella vasca da bagno del tempo | Erica Mou                                        |
| 4           | Marco Guazzone     | Guasto                         | Marco Guazzone, Stefano Costantini, Dario Ceruti |
|             | Giulia Anania      | La mail che non ti ho scritto  | Giulia Anania, Dario Faini, Jerico               |
|             | Giordana Angi      | Incognita poesia               | Giordana Angi                                    |
|             | Bidiel             | Sono un errore                 | Brando Madonia, Mattia Madonia                   |
|             | Celeste Gaia       | Carlo                          | Celeste Gaia Torti                               |

## Preise

### KategorieArtisti
- Kritikerpreis „Mia Martini“: Samuele Bersani – Un pallone
- Pressepreis: Arisa – La notte
- Preis für das beste Cover: Marlene Kuntz und Patti Smith – The World Became the World

### KategorieSanremosocial
- Kritikerpreis „Mia Martini“: Erica Mou – Nella vasca da bagno del tempo
- Pressepreis: Erica Mou – Nella vasca da bagno del tempo

### Sonderpreise
- Premio Assomusica für den besten Live-Auftritt: Marco Guazzone
- Premio Città di Sanremo: Gianmarco Mazzi und Lucio Presta
- Premio Regione Liguria: Alessandro Casillo

## Abende

### Erster Abend
Am ersten Abend traten alle 14 Teilnehmer der Hauptkategorie mit ihrem Lied auf. Abstimmungsberechtigt war die demoskopische Jury, aufgrund deren Wertung zwei Beiträge ausscheiden sollten. Doch aufgrund eines technischen Defekts gab es letzten Endes keine Ausscheidungen und alle 14 Beiträge  kamen eine Runde weiter.
Außerdem wurden die acht Teilnehmer der Newcomer-Kategorie vorgestellt.

#### Gäste
- Luca e Paolo (Komikerduo)
- Adriano Celentano (Sänger)
- Pupo (Sänger)
- Belén Rodríguez und Elisabetta Canalis (Models)

### Zweiter Abend
Am zweiten Abend traten erneut alle 14 Teilnehmer mit ihren Wettbewerbsbeiträgen auf, wobei diesmal (gemäß der Abstimmung der demoskopischen Jury) vier Beiträge ausschieden.
Die acht Newcomer traten paarweise gegeneinander an. Hier setzte sich die Abstimmung zu 50 % aus dem Televoting und zu 50 % aus der Wertung einer Jury aus Orchestermusikern zusammen. Vier der Teilnehmer gelangten ins Finale.

#### Wertung derArtisti
Ausgeschieden sind:
- Pierdavide Carone und Lucio Dalla
- Gigi D’Alessio und Loredana Bertè
- Irene Fornaciari
- Marlene Kuntz

#### Auftritte der Newcomer
|     | Reihenfolge der Auftritte | Teilnehmer         | Televoting |
| --- | ------------------------- | ------------------ | ---------- |
| I   | 1                         | Alessandro Casillo | 89,15 %    |
| I   | 2                         | Giordana Angi      | 10,85 %    |
| II  | 1                         | Iohosemprevoglia   | 68,90 %    |
| II  | 2                         | Celeste Gaia       | 31,10 %    |
| III | 1                         | Erica Mou          | 63,82 %    |
| III | 2                         | Bidiel             | 36,18 %    |
| IV  | 1                         | Marco Guazzone     | 62,20 %    |
| IV  | 2                         | Giulia Anania      | 37,80 %    |

#### Gäste
- Fabrizio Biggio und Francesco Mandelli (Komikerduo)
- Belén Rodríguez und Elisabetta Canalis (Models)
- Martin Solveig (DJ)

### Dritter Abend
Der dritte Abend war als Viva l’Italia! betitelt und der Geschichte der italienischen Musik und ihrer internationalen Rezeption gewidmet. Die 14 Teilnehmer stellten alle ein bekanntes italienisches Lied vor, begleitet von einem internationalen Star.
Außerdem konnten die vier ausgeschiedenen Teilnehmer noch einmal mit ihren Wettbewerbsbeiträgen auftreten (Marlene Kuntz trat zusammen mit Samuel auf), wobei zwei durch das Televoting wieder zurück ins Rennen geholt wurden.

#### Coverauftritte
- Chiara Civello und Shaggy – You Don't Have to Say You Love Me (Original: Io che non vivo (senza te) von Pino Donaggio)
- Samuele Bersani und Goran Bregović – My Sweet Romagna (Original: Romagna mia von Secondo Casadei)
- Nina Zilli und Skye – Never Never Never (Original: Grande, grande, grande von Mina)
- Matia Bazar und Al Jarreau – Speak Softly Love (Original: Parla più piano von Gianni Morandi)
- Emma Marrone und Gary Go – If Paradise Is Half as Nice (Original: Il paradiso von Patty Pravo)
- Arisa und José Feliciano – Que sera (Original: Che sarà von Ricchi e Poveri und José Feliciano)
- Francesco Renga und Sergio Dalma – El mundo (Original: Il mondo von Jimmy Fontana)
- Pierdavide Carone mit Lucio Dalla und Mads Langer – Anema e core (von Tito Schipa)
- Irene Fornaciari, Brian May und Kerry Ellis – I (Who Have Nothing) (Original: Uno dei tanti von Joe Sentieri)
- Marlene Kuntz und Patti Smith – The World Became the World (Original: Impressioni di settembre von Premiata Forneria Marconi)
- Gigi D’Alessio mit Loredana Bertè und Macy Gray – Flame (Original: Almeno tu nell’universo von Mia Martini)
- Eugenio Finardi und Noa – Surrender (Original: Torna a Surriento von Mario Massa)
- Dolcenera und Professor Green – My Life Is Mine (Original: Vita spericolata von Vasco Rossi)
- Noemi und Sarah Jane Morris – To Feel in Love (Original: Amarsi un po’ von Lucio Battisti)

Sieger: Marlene Kuntz und Patti Smith

#### Beiträge der Gäste
- Chiara Civello und Shaggy – Boombastic von Shaggy
- Samuele Bersani und Goran Bregović – Balcañeros von Milan Stankovic
- Nina Zilli und Skye – Rome Wasn't Built in a Day von Morcheeba
- Matia Bazar und Al Jarreau – We’re In This Love Together von Al Jarreau
- Emma Marrone und Gary Go – Wonderful von Gary Go
- Arisa und José Feliciano – C’era un ragazzo che come me amava i Beatles e i Rolling Stones von Gianni Morandi
- Francesco Renga und Sergio Dalma – Bella senz'anima von Riccardo Cocciante
- Pierdavide Carone mit Lucio Dalla und Mads Langer – You're Not Alone von Mads Langer
- Irene Fornaciari, Brian May und Kerry Ellis – We Will Rock You von Queen
- Marlene Kuntz und Patti Smith – Because the Night von Patti Smith
- Gigi D’Alessio mit Loredana Bertè und Macy Gray – Io sarò per te (Reaching in to You) von Gigi D’Alessio
- Eugenio Finardi e Noa – Beautiful That Way von Noa
- Dolcenera e Professor Green – Read All About It (Tutto quello che devi sapere) von Professor Green und Dolcenera
- Noemi e Sarah Jane Morris – Fast Car von Tracy Chapman

#### Rückholung der Ausgeschiedenen
| Platzierung | Teilnehmer                        | Televoting |
| ----------- | --------------------------------- | ---------- |
| 1           | Pierdavide Carone und Lucio Dalla | 49,39 %    |
| 2           | Gigi D’Alessio und Loredana Bertè | 30,82 %    |
| 3           | Irene Fornaciari                  | 12,06 %    |
| 4           | Marlene Kuntz                     | 7,73 %     |

#### Weitere Gäste
- Federica Pellegrini (Schwimmerin)
- Fabio Cannavaro (Fußballer)

### Vierter Abend
Am vierten Abend traten die zwölf verbliebenen Kandidaten der Hauptkategorie mit einer neuen Version ihres Festivalbeitrags im Duett mit einem Gast auf. Zwei der Beiträge schieden nach einer Abstimmung, die sich zu 50 % aus Televoting und zu 50 % aus Punkten des Orchesters zusammensetzte, definitiv aus.
Außerdem traten die vier Finalisten der Newcomer-Kategorie noch einmal auf. Nach einer letzten Abstimmungsrunde, wieder auf der Grundlage von Televoting und Orchester sowie mit Mitspracherecht einer Radiojury und einer Facebook-Abstimmung, wurde der Sieger der Kategorie bekannt gegeben.
Während des Abends fiel auf, dass Loredana Bertè offenbar in Quasi-Playback auftrat, wodurch sie Gefahr lief, disqualifiziert zu werden; es blieb allerdings bei einer Verwarnung durch die Festivalleitung.

#### Auftritte derArtisti(Duette)
- Emma Marrone mit Alessandra Amoroso
- Noemi mit Gaetano Curreri
- Pierdavide Carone und Lucio Dalla mit Gianluca Grignani
- Francesco Renga mit Scala & Kolacny Brothers
- Eugenio Finardi mit Peppe Servillo und dem Piccolo Ensemble Futuro des Conservatorio Giuseppe Verdi
- Arisa mit Mauro Ermanno Giovanardi
- Chiara Civello mit Francesca Michielin
- Dolcenera mit Max Gazzè
- Matia Bazar mit Platinette
- Nina Zilli mit Giuliano Palma und Fabrizio Bosso
- Gigi D’Alessio und Loredana Bertè mit Mario Fargetta
- Samuele Bersani mit Paolo Rossi

| Platzierung | Teilnehmer        | Televoting | Punkte (Orchester) |
| ----------- | ----------------- | ---------- | ------------------ |
| 1           | Arisa             | 9,02 %     | 18                 |
| 2           | Emma Marrone      | 22,49 %    | 12                 |
| 3           | D’Alessio - Bertè | 13,45 %    | 15                 |
| 4           | Noemi             | 4,92 %     | 14                 |
| 5           | Francesco Renga   | 6,72 %     | 8                  |
| 6           | Carone - Dalla    | 22,04 %    | 5                  |
| 7           | Nina Zilli        | 5,11 %     | 7                  |
| 8           | Eugenio Finardi   | 3,76 %     | 8                  |
| 9           | Samuele Bersani   | 3,03 %     | 9                  |
| 10          | Dolcenera         | 3,88 %     | 7                  |
| 11          | Matia Bazar       | 2,28 %     | 8                  |
| 12          | Chiara Civello    | 3,30 %     | 6                  |

#### FinaleSanremosocial
1. Alessandro Casillo
2. Erica Mou
3. Iohosemprevoglia
4. Marco Guazzone

#### Gäste
- Simona Atzori und David Garrett (Musiker)
- Sabrina Ferilli (Sängerin)
- Alessandro Siani (Sänger)
- One Direction (Boygroup)
- Anna Tatangelo, Christian Vieri, Marco Delvecchio, Milly Carlucci, Paolo Belli (Teilnehmer Ballando con le stelle)

### Fünfter Abend
Am letzten Abend traten die zehn Finalisten der Hauptkategorie ein weiteres Mal mit ihren Beiträgen auf. Nach einer ersten Abstimmungsrunde erhielt der Presseraum die Möglichkeit, einen Kandidaten um drei Positionen in der Wertung aufsteigen zu lassen, wodurch Noemi (neben Emma und Arisa) in die Endrunde gelangte, während Gigi D’alessio und Loredana Bertè auf Platz vier zurückfielen. In der Endrunde wurde ein letztes Mal mit reinem Televoting abgestimmt.

#### Endrunde
1. Emma Marrone
2. Arisa
3. Noemi

#### Gäste
- Geppi Cucciari (Komikerin)
- Adriano Celentano (Sänger)
- The Cranberries (Band)
- Luca e Paolo (Komiker)
- Alessio Boni, Bianca Guaccero, Dajana Roncione und Caterina Misasi (Schauspieler)
- Ell & Nikki (Sänger)

## Einschaltquoten
Daten gemäß Auditel-Erhebung:
| Datum            | Zuschauer  | Quote   |
| ---------------- | ---------- | ------- |
| 14. Februar 2012 | 11.415.000 | 49,69 % |
| 15. Februar 2012 | 8.534.000  | 39,26 % |
| 16. Februar 2012 | 9.652.000  | 51,39 % |
| 17. Februar 2012 | 9.377.000  | 44,24 % |
| 18. Februar 2012 | 13.244.000 | 59,83 % |
| Durchschnitt     | 10.445.000 | 47,29 % |

## Auswahl zum Eurovision Song Contest
2011 war Italien nach langer Abwesenheit erfolgreich zum Eurovision Song Contest zurückgekehrt. Wie im Vorjahr, wurde der italienische Kandidat für den europäischen Wettbewerb durch eine eigene Kommission der Rai aus dem Teilnehmerfeld des Sanremo-Festivals ausgewählt. Die Wahl fiel auf Nina Zilli. Sie präsentierte dort jedoch nicht ihren Sanremo-Beitrag Per sempre, sondern das Lied L’amore è femmina (Out of Love).

## Belege
1. ↑  "Troppi capricci, Tamara". La Ecclestone cacciata da Sanremo. In: Repubblica.it. 20. Januar 2012, abgerufen am 1. September 2013 (italienisch).
2. ↑  Come l’anno scorso: Belen e Canalis al posto di Ivana Mrázová. In: Corriere.it. 14. Februar 2012, abgerufen am 15. Februar 2012 (italienisch).
3. ↑  Area Sanremo, i vincitori: Io Ho Sempre Voglia e Bidiel a Sanremo 2012. In: Rockol.it. 10. Dezember 2011, abgerufen am 17. Februar 2012.
4. ↑  SanremoSocial Day 2012 - La scelta e i vincitori. In: TVblog.it. 14. Januar 2012, abgerufen am 17. Februar 2012.
5. ↑  Alberto Graziola: Sanremo Social 2012: ecco i vincitori in gara. In: Soundsblog.it. 14. Januar 2012, abgerufen am 17. Februar 2012.
6. ↑  Sanremo caos, s’inceppa il televoto, "Gara da rifare". Il pubblico in rivolta. In: LaStampa.it. 14. Februar 2012, archiviert vom Original (nicht mehr online verfügbar) am 17. Februar 2012; abgerufen am 15. Februar 2012.
7. ↑  Sanremo 2012: sfide fra i Giovani, confermate le nostre anticipazioni. In: rockol.it. 15. Februar 2012, abgerufen am 17. Februar 2012.
8. ↑  La Berté ha cantato in playback? Rischio squalifica. In: Quotidiano Nazionale. 17. Februar 2012, abgerufen am 18. Februar 2012.
9. ↑  Sanremo 2012: al ballottaggio per la vittoria finale Arisa, Noemi ed Emma. In: rockol.it. 18. Februar 2012, abgerufen am 19. Februar 2012.